# طامیه
طامیه نام شهر و شهرستانی در استان فیوم مصر است.